# Helicopis endymiaena
Espèce
Helicopis endymiaena est un insecte lépidoptère appartenant à la famille  des Riodinidae et au genre Helicopis.

## Dénomination
Helicopis endymiaena a été décrit par Jacob Hübner en 1819 sous le nom de Hexuropteris endymiaena .

### Sous-espèce
- Helicopis endymiaena endymiaena présent en Guyane, au Surinam, au Brésil et au Pérou
- Helicopis endymiaena elegans Kaye, 1904; à Trinité-et-Tobago[1].

## Description
Helicopis endymiaena est un papillon blanc aux ailes antérieures bordés de noir et à base ocre, caractérisé par, aux ailes antérieures, une très longue queue pointue et plusieurs plus courtes, noires et une ligne submarginale de points marron sur une bande ocre.

## Biologie
Sa biologie est mal connue.
La principale plante hôte de ses chenilles serait la plante de marais Montrichardia arborescens.

## Écologie et distribution
Helicopis endymiaena est présent en Guyane, en Guyana, au Surinam, à Trinité-et-Tobago, en Colombie, au Pérou et au Brésil.

### Biotope
Il réside dans la forêt amazonienne.

### Protection
Pas de statut de protection particulier.